# Карера
Карера — каскад водопадов в провинции Рутана (Бурунди). Общая площадь водопадов более 142 гектаров. Кандидат на включение в список Всемирного наследия ЮНЕСКО с 2007 года.

## Описание
Водопады располагаются в горах Нкома в провинции Рутана на юго-востоке Бурунди, на территории коммуны Мпинга-Кайове. Представляют собой ступенчатый каскад общей площадью более 142 га. Направление течения — с севера на юг.
На верхнем уровне каскада основной поток разделяется на два параллельных рукава длиной приблизительно 80 м, впадающих в общий бассейн. Течение основного водопада на этом уровне прерывается двумя уступами. Западнее основного водопада располагается ещё один, меньших размеров, длиной около 50 м. На втором уровне вода из двух водопадов сливается в общее русло и образует третий водопад, воды которого текут в долину.
В месте расположения водопадов река Карера протекает по галерейному лесу, окружённому саванной, характерные растительность — Parinari curatellifolia, Pericopsis angolensis и Newtonia buchananii. Рядом с местом падения главного водопада на верхнем уровне расположена пещера Карера, представляющая собой святое место для приверженцев различных религий, приходящих в неё для медитации. В пещере установлены скамьи, с которых можно наблюдать за падающей водой.

## Охранный статус
С 1980 года водопады Карера находятся в Бурунди под охраной государства. Водопады и пещера Карера и сброс Ньяказу (ещё один объект в горах Нкома) были добавлены в предварительный список Всемирного наследия ЮНЕСКО 9 мая 2007 года в категории «Смешанные памятники (культурные и природные)».